# Dunstervillea mirabilis
Dunstervillea es un género monotípico de orquídeas epifitas. Tiene una única especie: Dunstervillea mirabilis, es originaria de  	 Venezuela, Brasil (Roraima), Ecuador (Pastaza).

## Descripción
Presentan bastas raíces carnosas, retorcidas, con pseudotallo erecto, con hojas amplias y comprimidas lateralmente, imbricadas, carnosas y elípticas.  La inflorescencia es corta, delicada, erecta, con las yemas axilares de las hojas por encima, se extiende hasta el borde desde donde nacieron las pocas flores fasciculadas cuyos ovarios están rodeados por brácteas grandes y rígidas.
Las flores son pequeñas, de tamaño similar a la Pleurothallis más pequeña, totalmente de color blanco, con sépalos y pétalos similares, oblongo-lineales, agudas, con carena dorsal, los pétalos ligeramente más anchos. Labelos carnosos, con espolón cónico internamente pubescente, rígidamente unido a la base de la columna, el callo duro formado por dos placas algo estrechas con carenas transversales irregulares.  La columna apoda y regordeta, con cavidad estigmática grande, antera blanca con cuatro polinias duras y globosas.

## Distribución y hábitat
Este es un género monotípico, cuya única especie es pequeña, epífita, de crecimiento monopodial, que habitan en los extremos de las ramas de los árboles en áreas calientes y húmedas de la región amazónica de Venezuela y Brasil. Se encuentran a baja altura.

## Evolución, filogenia y taxonomía
El género Dunstervillea fue propuesto por Leslie A. Garay en Venezuelan Orchids Illustrated 5: 70 en 1972.  Dunstervillea mirabilis Garay, la única especie de este género fue publicado en la misma revista.
Etimología
El nombre del género es un homenaje a Galfrid C.K. Dunsterville, coleccionista de orquídeas de Venezuela.
mirabilis: epíteto latíno que significa "maravillosa, extraordinaria".